# Белый Ключ (Вольский район)
Белый Ключ — село в Вольском районе Саратовской области в составе Куриловского муниципального образования.

## География
Находится на расстоянии примерно 3 километров по прямой на запад от поселка Сенной.

## История
Основано в начале XVIII века.

## Население
| 2010 |
| ---- |
| 8    |

Население составляло 22 человека в 2002 году (86 % русские), 8 в 2010.